# 기가 (기업)
기가(GIGA, 戯画)는 일본의 에로게 메이커이다. 모회사는 TGL이다. 모회사와 판권이나 권리등을 공유하며 주로 18금 게임을 개발한다. 이식은 모회사가 행하고 있다.

## 주요 게임
- 발더 시리즈
  - 발더 포스
  - 발더 스카이

- 파르페 시리즈
  - 파르페 쇼콜라

- 듀얼 세이버
  - 듀얼 세이버 데스티니

- 슈크레
- 호치키스
- 비터 스마일
- 마테리얼 브레이브
- 하렘 블레이드
- 히나타 테라스
- 거꾸로 오르는 허리케인

## 제작진

### 원화
- 키쿠치 세이지
- 네코냥

## 같이 보기
- TGL
- 기가마인
- 미연시 갤러리